# Florence de Soultrait
Florence Richard de Soultrait, dite Florence de Soultrait, née Florence Trainar le 10 septembre 1989 à Paris, est une journaliste et présentatrice française.

## Biographie

### Enfance, jeunesse et formation
Elle est la fille de l'économiste et énarque Philippe Trainar. Élève au lycée Stanislas à Paris, Florence de Soultrait s'oriente ensuite vers une classe préparatoire aux grandes écoles de commerce à Janson-de-Sailly. Elle intègre la grande école de commerce ESSEC, où elle décroche un master en science du management en 2014.
Durant ses études, elle effectue des stages dans les banques d'affaires américaines Keefe, Bruyette & Woods, J.P. Morgan, ainsi qu'à l’Ambassade de France à Singapour où elle rédige des notes financières, mais aussi au journal La Tribune,. Elle intègre en 2013 le programme Monde Académie du journal le Monde, sous la houlette des reporters Florence Aubenas et Serge Michel, et travaille pendant 8 mois pour la rédaction du quotidien,. Elle réalise plusieurs reportages sur les communautés religieuses en Israël et en Cisjordanie, région où elle habite,,. À l'issue de cette expérience, elle se voit récompensée par une mention spéciale,.

### 2014-2018: Carrière dans la finance
En 2014, elle rejoint la banque d'affaires Goldman Sachs comme analyste en fusion-acquisition à Londres puis Paris jusqu'en 2017, avant d'être recrutée par la société de conseil en stratégie McKinsey & Company pour laquelle elle sera consultante durant près de deux ans,.

### 2018-: Carrière dans le journalisme
Dans une interview du magazine Paris Match, elle déclare avoir « toujours été partagée entre [son] intérêt pour l’économie et [sa] passion pour le journalisme ». Ainsi, en septembre 2018, elle quitte sa carrière en finance et se lance dans le journalisme. Elle rejoint la société Tony Comiti Productions,. Via cette dernière, elle réalise plusieurs reportages pour des émissions diffusées sur M6, notamment sur le harcèlement scolaire, l'attentat de Strasbourg ou la disparition de Sophie Le Tan pour 66 minutes,, ainsi qu'un sujet sur les Gilets jaunes pour Enquête exclusive,.
En avril 2019, Florence Trainar est choisie pour remplacer Ophélie Meunier partie en congé de maternité dans l'émission Zone interdite,,,. Vincent Régnier, producteur des magazines d'information du groupe M6, déclare qu'il a été convaincu par sa « modernité », sa « curiosité », sa « rigueur » et son « audace ». Elle fait ses débuts à la présentation de l'émission le 19 mai 2019 et assure l’intérim jusqu’en septembre.
En septembre 2019, elle intègre la rédaction du JT de M6 en tant que journaliste-reporter,,. Elle apparaît également à l’antenne dans la rubrique intitulée Expliquez-nous. En décembre 2019, elle devient le joker de Xavier de Moulins à la présentation du journal 19:45,. Elle le supplée durant les vacances scolaires, et ce jusqu'en 2024.
Du 29 août 2021 au 26 décembre 2021, Florence de Soultrait revient à la présentation de Zone interdite, en remplacement d'Ophélie Meunier absente en raison d'un congé maternité.
En 2023, elle quitte la rédaction du JT et se consacre à la réalisation de reportages pour les magazines du Groupe M6, dont l'émission Capital,.
En décembre 2024, elle se rend en Syrie à la chute de Bachar al-Assad pour couvrir les réactions des communautés chrétiennes syriennes pour la chaîne KTO  en partenariat avec l'Oeuvre d'Orient.

### Vie privée
Le 29 juillet 2021, elle se marie au château de Poudenas avec l'entrepreneur Arthur de Soultrait, membre de la famille Richard de Soultrait,. À cette occasion, elle prend comme nom d'usage le nom de famille de son mari.